# Ten Mile Township (Missouri)
Ten Mile Township est un ancien township, situé dans le comté de Macon, dans le Missouri, aux États-Unis,.